# 李承勛 (弘治進士)
李承勛（1471年—1531年），字立卿，湖廣嘉魚縣（今湖北）人，明朝政治人物，弘治癸丑進士。官至兵部尚書兼都察院左都御史。

## 生平
父李田，官至順天巡撫。弘治五年（1492年）壬子科湖廣鄉試第十一名舉人，六年（1493年），李承勛联登癸丑科進士，由太湖縣知縣升任南京刑部主事，歷任南京工部郎中、南昌府知府。正德六年（1511年），贛州賊侵犯新淦，扣押參政趙士賢。各地盜亂，李承勛率部進攻，屢次有戰功。都御史陳金檄李承勛討伐，并成功平定。此後升任浙江按察使，歷任陝西右布政使、河南左布政使，以都察院右副都御史銜，巡撫遼東，在任期間防備嫣然。累官南京刑部右侍郎、南京刑部尚書。嘉靖六年（1527年），改吏部尚書、刑部尚書，加太子少保。
李承勛隨後加太子太保，改兵部尚書兼左都御史，專督團營，兼掌都察院。因彈劾官吏而被給事中王準等彈劾，下清法司。兵部尚書胡世寧致仕后，世宗詔李承勛歸還兵部，并代任，仍然兼督團營。言官攻擊張璁、桂萼時，言語涉及李承勛，李承勛不得不辭職，世宗仍然溫旨挽留。當時大同有警報，朝議派大臣督軍，大家推舉都御史王憲，王憲不肯前行。給事中夏言舉薦李承勛，李承勛也不自請。於是給事中趙廷瑞一併彈劾，恰逢敵寇撤退，此事遂罷。嘉靖十年（1531年），致仕回鄉，不久病卒。世宗哀悼，贈少保，諡康惠，特賜白金、綵幣、米蔬等。李承勛為官四十年，家無余產。與胡世寧、魏校、余祐善等人並稱“南都四君子”。

## 家族
曾祖李奐，巡檢 贈右副都御史；祖李善，教諭 贈右副都御史；父李田，右副都御史；母畢氏（封淑人）。兄承業；李承芳（大理寺評事）；李承箕（貢士）；承顏，弟承新；承階。

## 延伸阅读
[在维基数据编辑]
 《國朝獻徵錄·卷之三十九》，出自焦竑《國朝獻徵錄》
 《明史卷一百九十九》，出自《明史》